# Schiffnerula canthii
Schiffnerula canthii är en svampart som beskrevs av Hosag. & Archana 2009. Schiffnerula canthii ingår i släktet Schiffnerula och familjen Englerulaceae.   Inga underarter finns listade i Catalogue of Life.